# Sea Park
Sea Park este un oraș din provincia Kwazulu-Natal, Africa de Sud.